# Rheinfelden (Baden)

Rheinfelden (în alemanică Rhyfälde) este un oraș din districtul Lörrach, statul Baden-Württemberg, Germania. Se află la granița dintre Germania și Elveția, de-a lungul malului drept al râului Rin. Istoric, Rheinfelden a făcut parte din Austria Anterioară (posesiunile Casei de Habsburg vest de Tirol), înainte de a fi cedat Electoratului de Baden. În 1922, localitățile Nollingen, Badisch Rheinfelden și Warmbach s-au unit pentru a forma orașul Rheinfelden, care din 1963 se numește Rheinfelden (Baden) (Badisch-Rhyfälde).
1. ↑  Alle politisch selbständigen Gemeinden mit ausgewählten Merkmalen am 31.12.2018 (4. Quartal) (în germană), Statistisches Bundesamt[*], arhivat din original la 10 martie 2019, accesat în 10 martie 2019